# Plicopurpura columellaris
Plicopurpura columellaris is een slakkensoort uit de familie van de Muricidae. De wetenschappelijke naam van de soort is voor het eerst geldig gepubliceerd in 1816 door Lamarck.